# 周英 (1954年)
周英（1954年7月—），女，辽宁新民人。中国共产党党员。大连工学院（现大连理工大学）水利工程建设专业毕业，中共中央党校在职研究生学历，高级工程师。历任水利部海河水利委员会海河下游管理局副局长，水管司副司长、部办公厅副主任、人事劳动教育司副司长、司长等职。2005年5月升任水利部副部长，2012年7月改任中纪委驻环境保护部纪检组组长。